# حكم (تقييم أدلة)

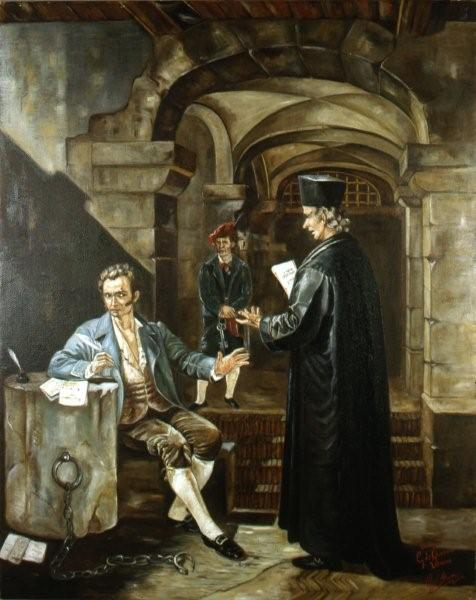

الحكم  هو تقييم الأدلة في صنع القرار. وللمصطلح أربعة استخدامات متميزة:
- استخدام غير رسمي - الآراء المعرب عنها كأنها حقائق.
- الاستخدام غير الرسمي والنفسي – يُستخدم في الإشارة إلى نوعيات الملكات المعرفية والقدرات القضائية لأفراد معينين، وهو ما يُسمى عادة باسم الحكمة أو الفطنة.
- الاستخدام القانوني – يُستخدم في سياق المحاكمة القانونية، للإشارة إلى النتيجة أو البيان أو الحكم النهائي استنادًا إلى ترجيح الأدلة وهو ما يُسمى باسم «الحكم القضائي». انظر مذكرة النطق لمزيد من الإيضاح.
- الاستخدام الديني - يُستخدم في مفهوم الخلاص للإشارة إلى القضاء والقدر في تحديد الجنة أو النار لكل إنسان.